# Arhiva 81
Arhiva 81  (în engleză Archive 81) este un serial TV american de groază transmis în streaming creat de Rebecca Sonnenshine. Producători executivi sunt Sonnenshine, Paul Harris Boardman și James Wan. Serialul se bazează pe podcastul cu același nume, despre cercetători care cataloghează arhiva video a unui cineast dispărut. În rolurile principale interpretează Mamoudou Athie și Dina Shihabi. Serialul a fost lansat la 14 ianuarie 2022 pe Netflix.

## Premisă
Dan, un arhivist care restaurează înregistrările video deteriorate, este atras într-un vârtej de evenimente mistice legate de dispariția celei care le-a filmat, Melody, și de activitățile unei secte satanice.

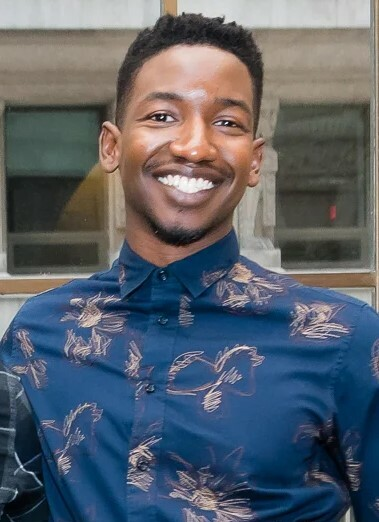
Mamoudou Athie

## Distribuție

### Roluri principale
- Mamoudou Athie - Daniel "Dan" Turner
- Dina Shihabi - Melody Pendras
- Evan Jonigkeit - Samuel Spare
- Julia Chan - Anabelle Cho
- Ariana Neal - Jessica "Jess" Lewis
- Matt McGorry - Mark Higgins
- Martin Donovan - Virgil Davenport

### Invitați
- Charlie Hudson III - Steve Turner
- Kate Eastman - Tamara Stefano
- Eden Marryshow - John Smith

## Episoade
| Nr. | Titlu                   | Regizat de                     | Scris de                                                | Data lansării    |
| --- | ----------------------- | ------------------------------ | ------------------------------------------------------- | ---------------- |
| 1 | „Semnale misterioase”   | Rebecca Thomas                 | Scenariu de: Paul Harris Boardman & Rebecca Sonnenshine | 14 ianuarie 2022 |
| După ce familia i-a dispărut într-un incendiu, Dan începe să restaureze casete video pentru o firmă misterioasă, dar află cu stupoare că ceva îl leagă de persoana care le-a filmat. |                         |                                |                                                         |                  |
| 2 | „Wellspring”            | Rebecca Thomas                 | Rebecca Sonnenshine                                     | 14 ianuarie 2022 |
| Dan o urmărește pe Melody în investigația ei înregistrată asupra societății oculte din clădirea Visser. Dan însă este și el la rândul său urmărit.                                   |                         |                                |                                                         |                  |
| 3 | „Teroare pe culoare”    | Justin Benson & Aaron Moorhead | Michael Narducci                                        | 14 ianuarie 2022 |
| 4 | „Receptorii de spirite” | Justin Benson & Aaron Moorhead | Evan Bleiweiss                                          | 14 ianuarie 2022 |
| 5 | „În oglindă”            | Haifaa Al Mansour              | Bobak Esfarjani                                         | 14 ianuarie 2022 |
| 6 | „Cercul”                | Haifaa Al Mansour              | Helen Leigh                                             | 14 ianuarie 2022 |
| 7 | „Luntrașul”             | Rebecca Thomas                 | Rebecca Sonnenshine                                     | 14 ianuarie 2022 |
| 8 | „Ce e dincolo”          | Rebecca Thomas                 | Evan Bleiweiss & Michael Narducci                       | 14 ianuarie 2022 |